# Seshollowaterboyz
Seshollowaterboyz — хіп-хоп колектив з Лос-Анджелесу, який складається з трьох андерграундних реперів: Bones, Xavier Wulf та Eddy Baker. Майже всі члени колективу є минулими учасниками андерграунд хіп-хоп колективу Raider Klan, що розпався 2015 року.
Шанувальники та критики вважають гурт одним з найвпливовіших колективів у хіп-хоп інтернет сцені середини-кінця 2010-х років.
Назва колективу складається з поєднання назв власних лейблів: TeamSESH, HollowSquad, WaterBoyz і Healthy Boyz.
Chris Travis покинув колектив 2019 року, пробувши в ньому 5 років.
Xavier Wulf викинули з колективу 12 березня 2024 року, після звинувачення у сексуальному та домашньому насильстві.

## Склад
- Bones (2014 — н.ч)
- Eddy Baker (2014 — н.ч)

### Колишні учасники
- Chris Travis (2014 — 2019)
- Xavier Wulf (2014 — 2024)